# Vietnamocalamus catbaensis
Genre
Espèce
Vietnamocalamus catbaensis  est une espèce de plantes monocotylédones de la famille des Poaceae (graminées), sous-famille des Bambusoideae, originaire d'Asie de l'Est (Chine, Indochine).
C'est l'unique espèce du genre Vietnamocalamus (genre monotypique).
Ce sont des bambous aux rhizomes allongés (leptomorphes) et aux tiges (chaumes) ligneuses, dressées, longues de 150 à 250 cm, et aux inflorescences ne comprenant qu'un faible nombre d'épillets.